# 丹尼利夫卡 (罗夫诺州)
50°15′51″N 26°16′32″E / 50.26417°N 26.27556°E
丹尼利夫卡（烏克蘭語：Данилівка），是烏克蘭的村落，位於該國西北部羅夫諾州，由羅夫諾區奥斯特罗赫市镇負責管轄，始建於1860年，面積0.18平方公里，海拔高度267米，2001年人口62，人口密度每平方公里354.3人。